# Cú muỗi mỏ quặp lớn
Cú muỗi mỏ quặp lớn (danh pháp hai phần: Batrachostomus auritus) là một loài chim trong họ Cú muỗi mỏ quặp.

## Miêu tả
Cú muỗi mỏ quặp lớn là một loài chim khá lớn với chiều dài 40–43 cm. Đuôi dài khoảng 20 cm. Chiều dài cánh 26 cm. Khối lượng 206 gram. Chúng có mỏ lớn và miệng rộng như miệng ếch.
Màu nâu hạt dẻ, với vòng màu trắng kem trên cổ và các đốm màu trắng trên lông cánh. Bộ lông mềm mại, nhiều đốm và vân, giống như lông cú.
Loài chim này được tìm thấy ở Brunei, Indonesia, Malaysia, và Thái Lan. Môi trường sống tự nhiên của nó là rừng nhiệt đới hoặc cận nhiệt đới ẩm vùng đất thấp hoặc vùng núi. Hiện chúng đang bị đe dọa do mất môi trường sống.
Chúng là loài sinh sống về đêm, săn các loài côn trùng ăn đêm, cũng như các động vật nhỏ khác.